# 洛满站
洛满站是位于广西壮族自治区柳州市柳江区洛满镇的一个铁路车站，邮政编码545109。车站建于1979年，有焦柳铁路经过该站，现仅办理货运业务，不办理客运业务。车站距离月山站1612公里，隶属中国铁路南宁局集团，是四等站。
本站为柳州铁路枢纽西端，是黔桂铁路和焦柳铁路的交汇站。1982年建成本站经柳江至柳州南的线路，后被编为焦柳铁路正线。目前大部分进出柳州的焦柳铁路列车在本站转由黔桂铁路。